# Стів Вільямс
Стів Вільямс  (англ. Steve Williams; нар. 15 квітня 1976) - британський веслувальник, олімпійський чемпіон.

## Виступи на Олімпіадах
| Олімпіада  | Дисципліна                        | Місце |
| ---------- | --------------------------------- | ----- |
| Афіни 2004 | четвірка розстібна без стернового | 1     |
| Пекін 2008 | четвірка розстібна без стернового | 1     |